# کیلا وائونان
کیلا وائونان (به اسپانیایی: Killa Wañunan) یک کوه در پرو است که در Peru, Junín Region واقع شده‌است. کیلا وائونان ۵٬۰۲۹ متر بالاتر از سطح دریا واقع شده‌است.